# Hibiscus sciadiolepidus
Hibiscus sciadiolepidus är en malvaväxtart som först beskrevs av Bénédict Pierre Georges Hochreutiner, och fick sitt nu gällande namn av Borss. Waalk.. Hibiscus sciadiolepidus ingår i Hibiskussläktet som ingår i familjen malvaväxter. Inga underarter finns listade i Catalogue of Life.